# Мавес Корнуолльский
Мавес (VI век) — корнуолльский отшельник. Святой, день памяти — 18 ноября.
Святой Мавес (Mawes, иначе Моде (Maudé, Maudet), Маодез или Модез (Maodez или Modez), или Маудез (Maudez), Маудет (Maudetus)) — ирландец по происхождению, отшельник, живший в уединении неподалёку от Фалмута, Корнуолл, Англия, где его имя поминают до сих пор. Впоследствии он отправился на остров у берегов Бретани, называемый ныне Маудез в его честь. Там, неподалёку от острова Брехат он основал монастырь, живший по правилам, типичным для кельтского христианства VI—IX веков. В монастыре он устроился вместе с двумя учениками — святым Будоком и святым Тугдуалом, победил многочисленных змей, поэтому с тех пор к нему обращаются против всякой кусающей твари — рептилий, насекомых, червей. На острове можно видеть следы посадок и подобие цилиндрического жилища из камня, называемого Форн Модез (Forn Modez, печь Модеза), напоминающее «руши» («ruches»), которые имеются в Ирландии на острове Скеллиг.
В бретанской Арморике, особенно в окрестности Трегора, святой Модез весьма почитаем. По преданию, он основал храмы в Корнуолле и Бретани.
Одна из коммун Кот-д’Армора называется Ланмоде, место молитвы Моде), где находится монастырь острова Модез и где он окончил дни своей земной жизни. Патронимы, происходящие из этого имени, были «офранцужены» и приняли вид Ламанде (Lamandé).
В IX веке его мощи были перенесены в Бурж в связи с нашествием норманнов, а также в Сен-Манде неподалёку от Парижа. По возвращении в Бретань они были распределены между девятью храмами.
В честь святого Мавеса названы множество церквей и несколько поселений.
- Имеется более шестидесяти часовен, посвящённых святому: например, Гуискриф (Guiscriff[фр.]) и Ланвеллек.
- В Корнуолле имя святого встречается как Сент-Мавес (Saint-Mawes) неподалёку от Фалмута, на другом берегу реки Фал (Fal), и, быть может, на Сорлингах.
- Также существует деревня на Кот д’Армор под названием Сент-Модез, расположенная в кантоне Плелан-лё-Пети (Plélan-le-Petit).